# Kolaczek
Kolaczеk (ros. Колячек) – osiedle typu wiejskiego w zachodniej Rosji, w sielsowiecie salnowskim rejonu chomutowskiego w obwodzie kurskim.

## Geografia
Miejscowość położona jest przy szosie kijewskiej, 4,5 km od centrum administracyjnego sielsowietu salnowskiego (Salnoje), 7,5 km od centrum administracyjnego rejonu (Chomutowka), 121 km od Kurska.
W granicach miejscowości znajdują się ulica Lesnaja (54 posesje).

## Demografia
W 2010 r. miejscowość zamieszkiwało 130 osób.